# Mon amour (пісня)
Mon amour (укр. Моя любов) — пісня французького співака Слімана. Вона була випущена 8 листопада 2023 року під лейблом Noé Music. Ця пісня представляла Францію на Пісенному конкурсі Євробачення 2024, який пройшов у місті Мальме, Швеція. «Mon amour» увійшла до чартів у Франції та Бельгії та здобула золотий сертифікат від чарту SNEP.

## Передісторія та сюжет
«Mon amour» була написана Сліманом, Яаковом Салагом та Меїром Салагом приблизно у 2022 році під час музичного туру Слімана та була натхненна досвідом перебування співака у швейцарському місті Женева. За словами співака, пісня є «любовним листом до європейських сердець», що відповідає більшій частині музики співака, яка в основному опирається на тему любові. Журналіст ESCUnited Арно Абаді описує пісню як «оду романтиці та коханню… з поетичною, але сильною мелодією».
Сліман був офіційно оголошений представником Франції на Євробаченні 2024 на телеканалі France Inter 8 листопада 2023 року. Офіційна прем'єра пісні відбулася на телевізійному шоу France 2 Journal de 20 heures пізніше того ж дня, де Сліман виконав її наживо.

## Пісенний конкурс Євробачення

### Внутрішній відбір
8 листопада 2023 року французька телекомпанія France Télévisions офіційно оголосила, що вони вирішили вибрати свого артиста внутрішнім відбором на противагу національному фіналу. Того ж дня Сліман був офіційно оголошений представником країни на конкурсі 2024 року, а пісня була випущена також 8 листопада.

### На Євробаченні
Пісенний конкурс Євробачення 2024 відбувся на Мальме-Арені в місті Мальме, Швеція, і складався з двох півфіналів, які відбулися 7 і 9 травня відповідно та фіналу 11 травня 2024 року. Оскільки Франція входить до «Великої п'ятірки», то автоматично потрапляє до фіналу конкурсу.

У фіналі Євробачення 2024 Сліман виступив під двадцять п'ятим номером. Пісня «Mon amour» посіла 2 місце за результатами голосування журі та здобула від них 218 балів. Глядачі ж віддали Франції 227 балів (4 місце). Від журі Бельгії, Ісландії та Словенії «Mon amour» отримала максимальні 12 балів, а від Вірменії — як від журі, так і від глядачів. Так, пісня принесла своїй країні загальні 445 балів і підсумкове 4 місце. 

Фрагменти виступу на Євробаченні 2024
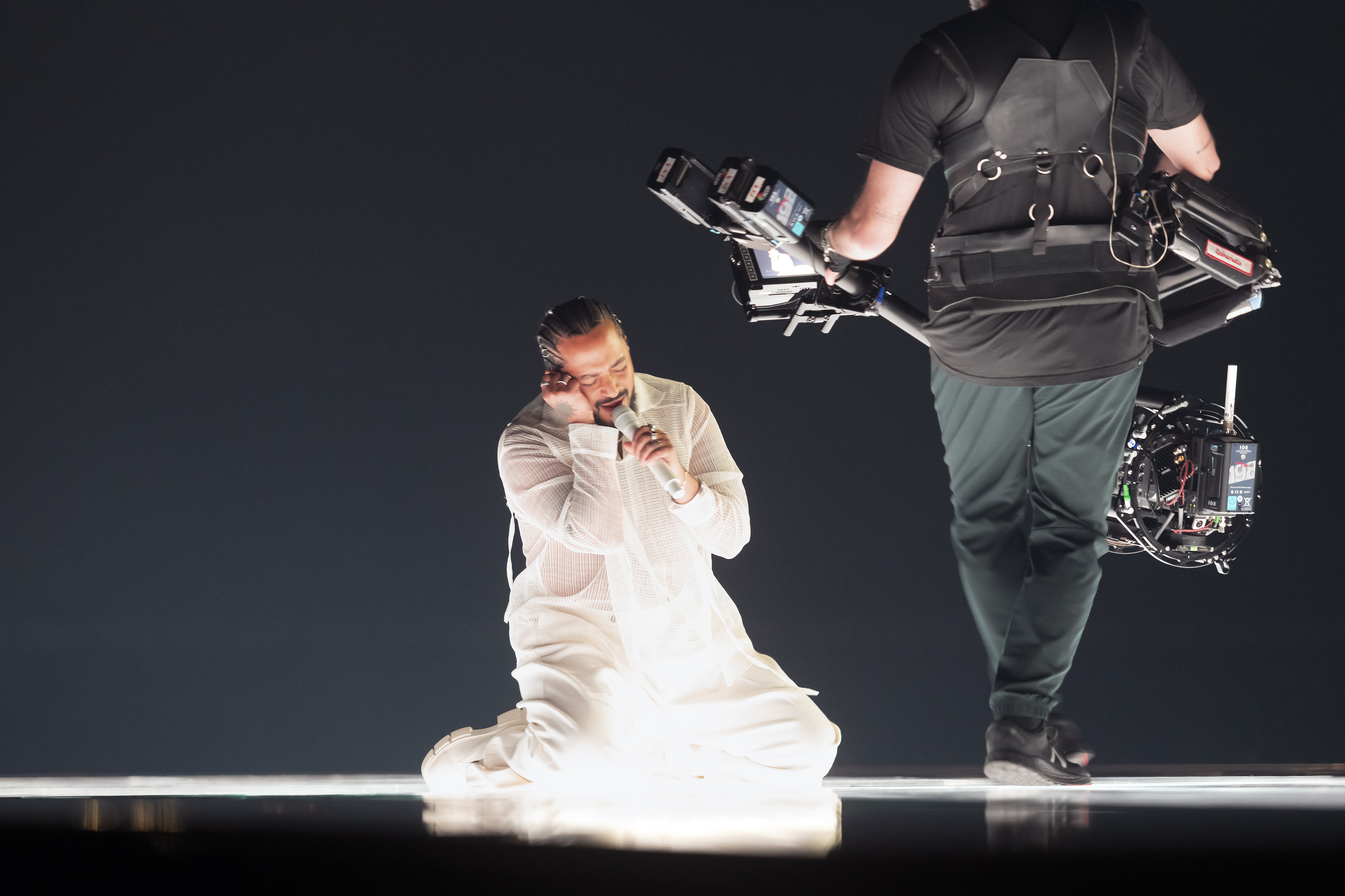
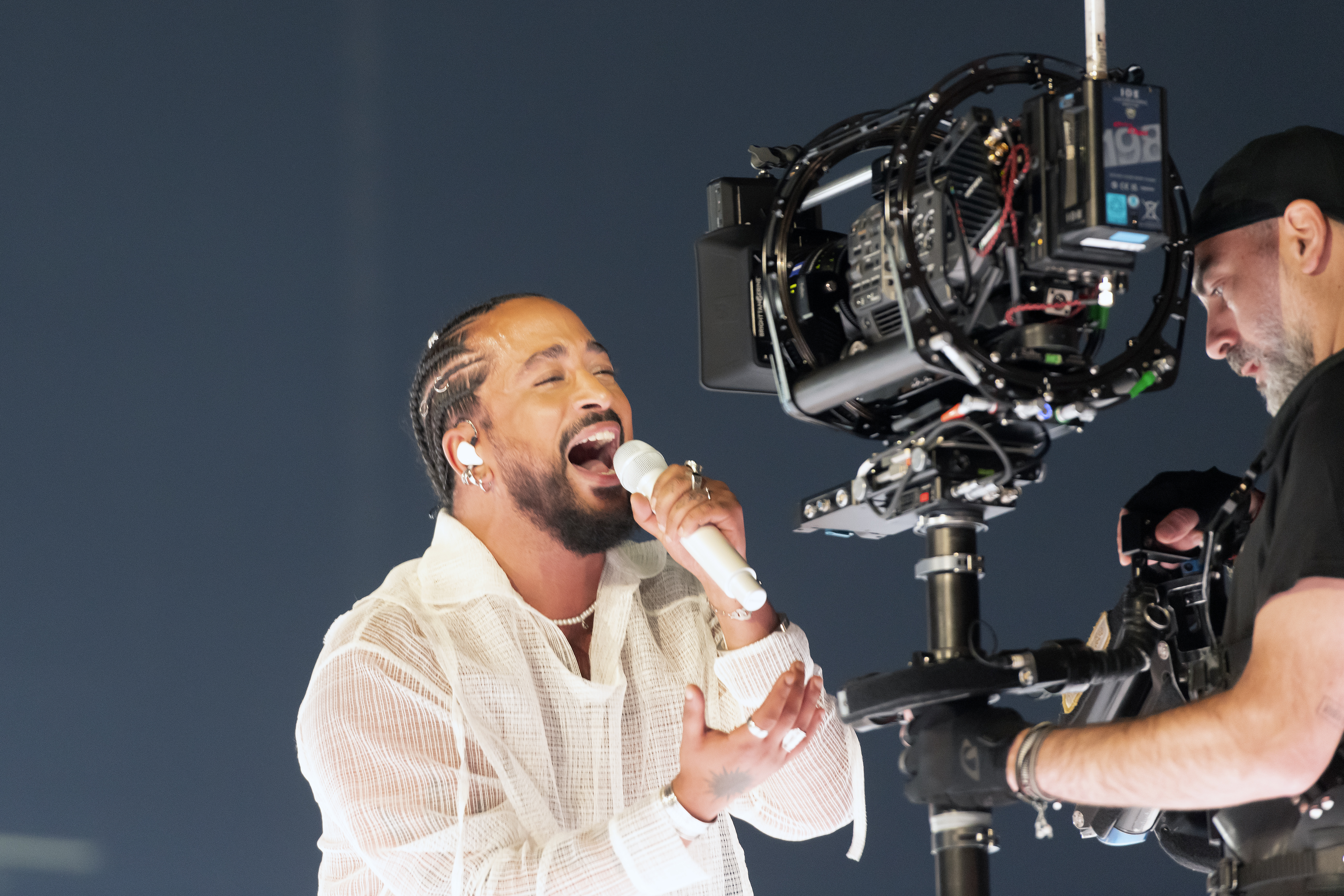
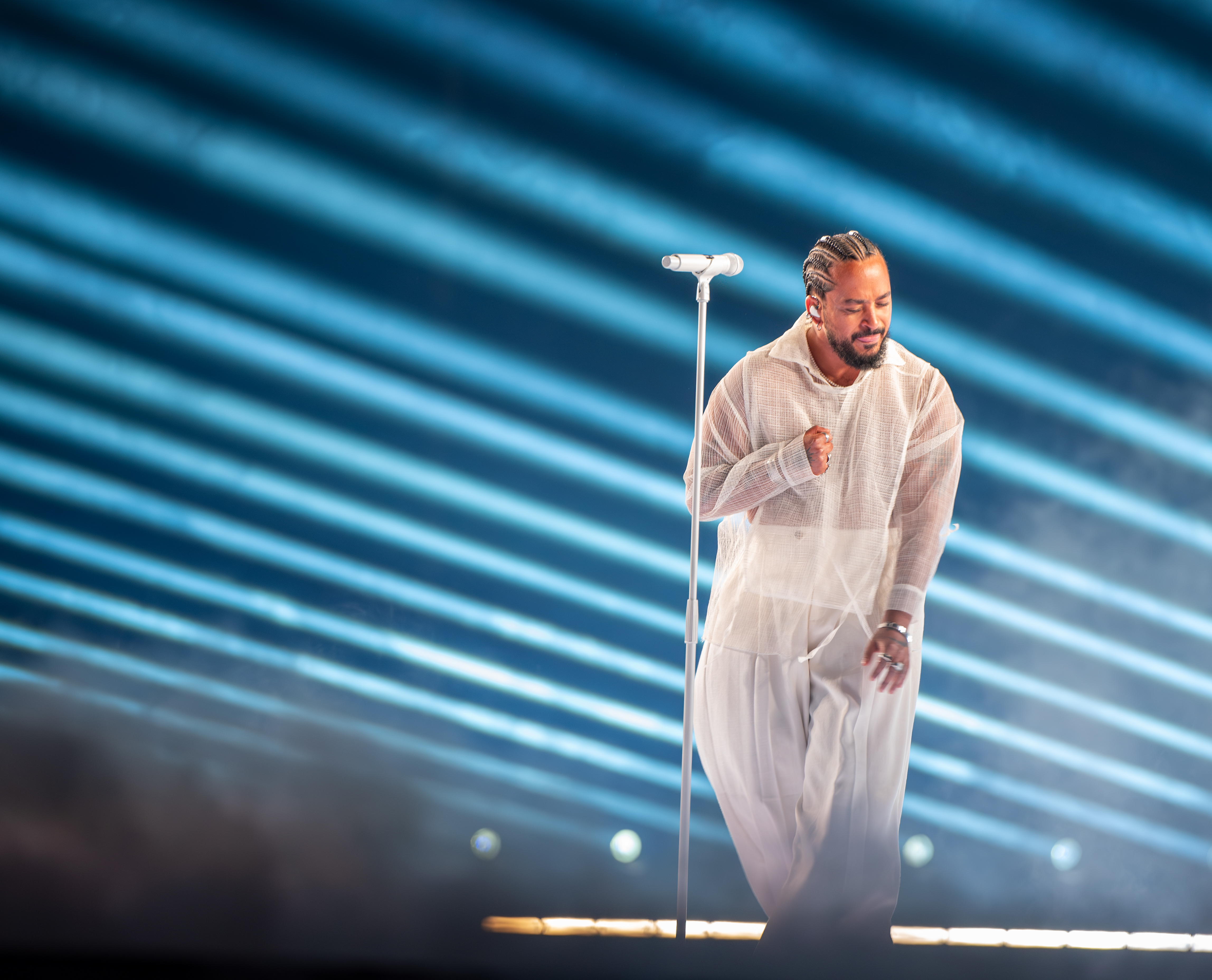
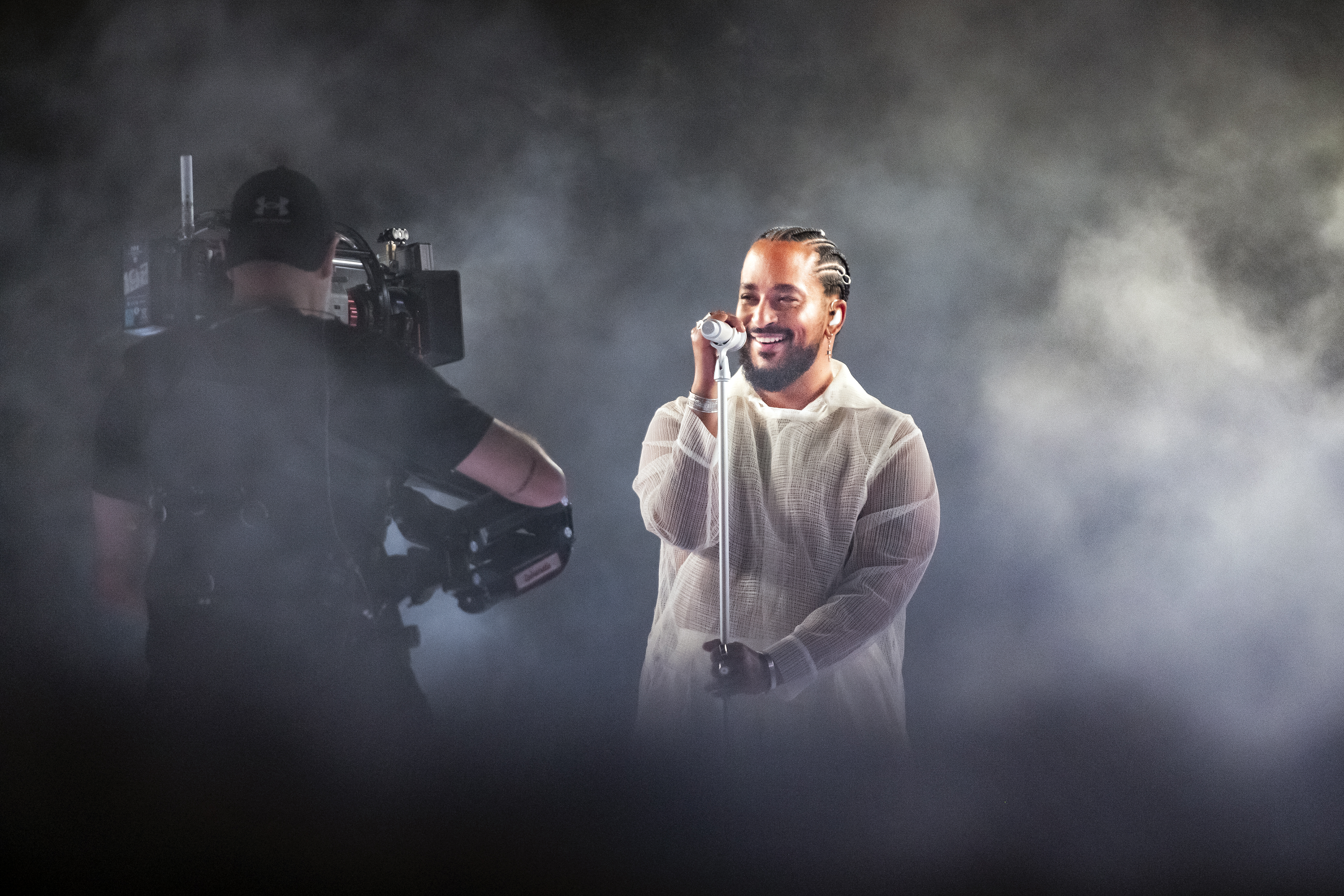
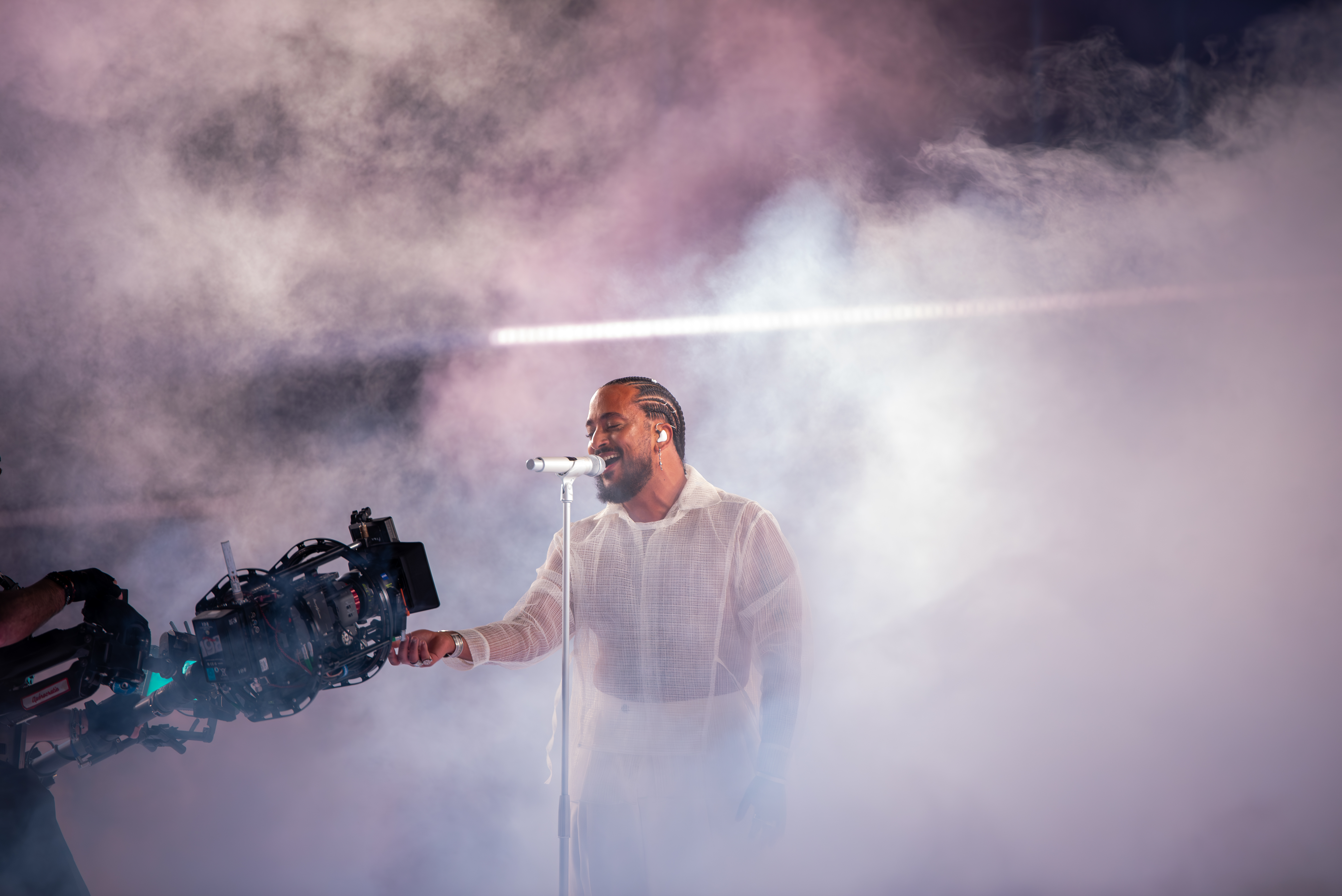
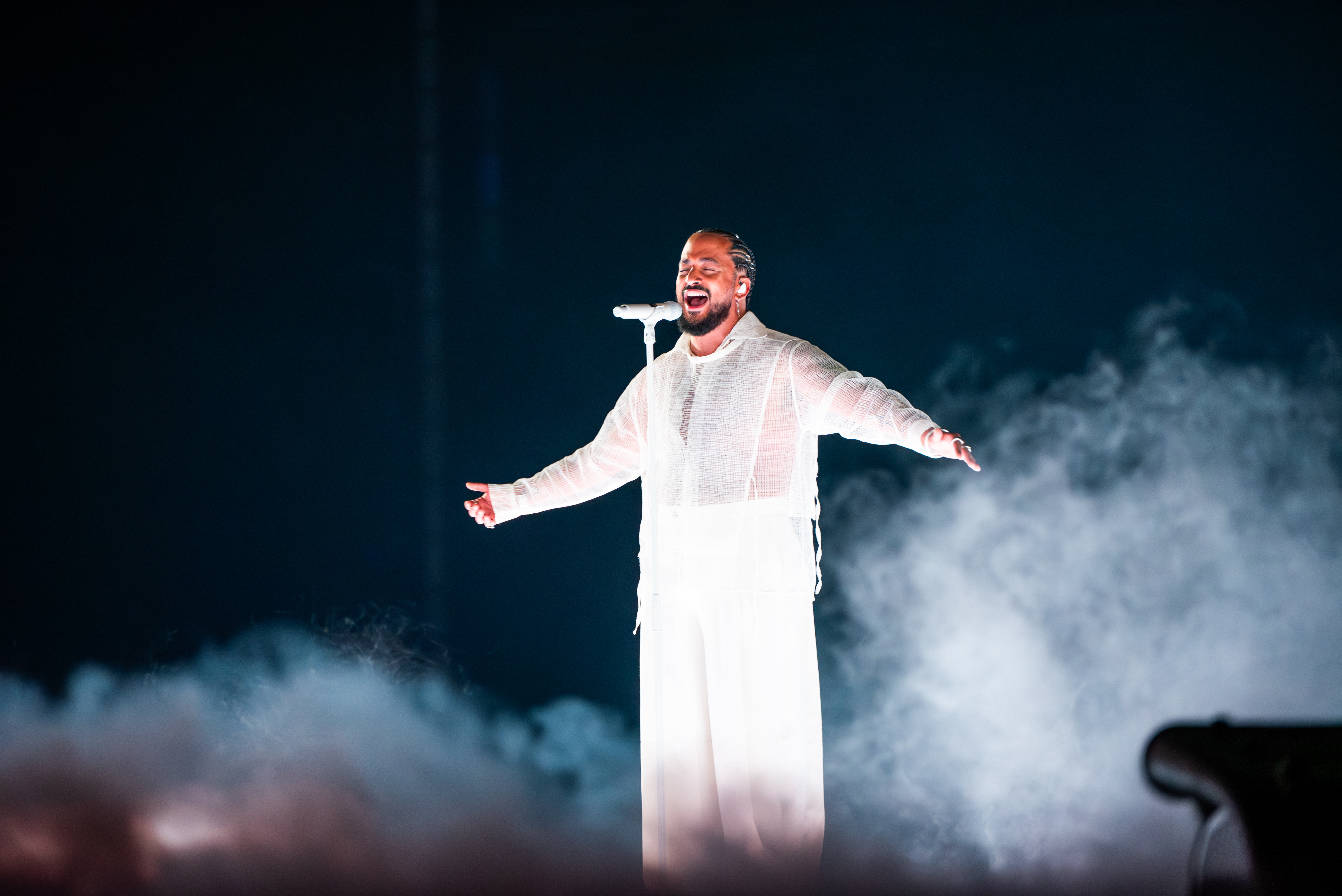
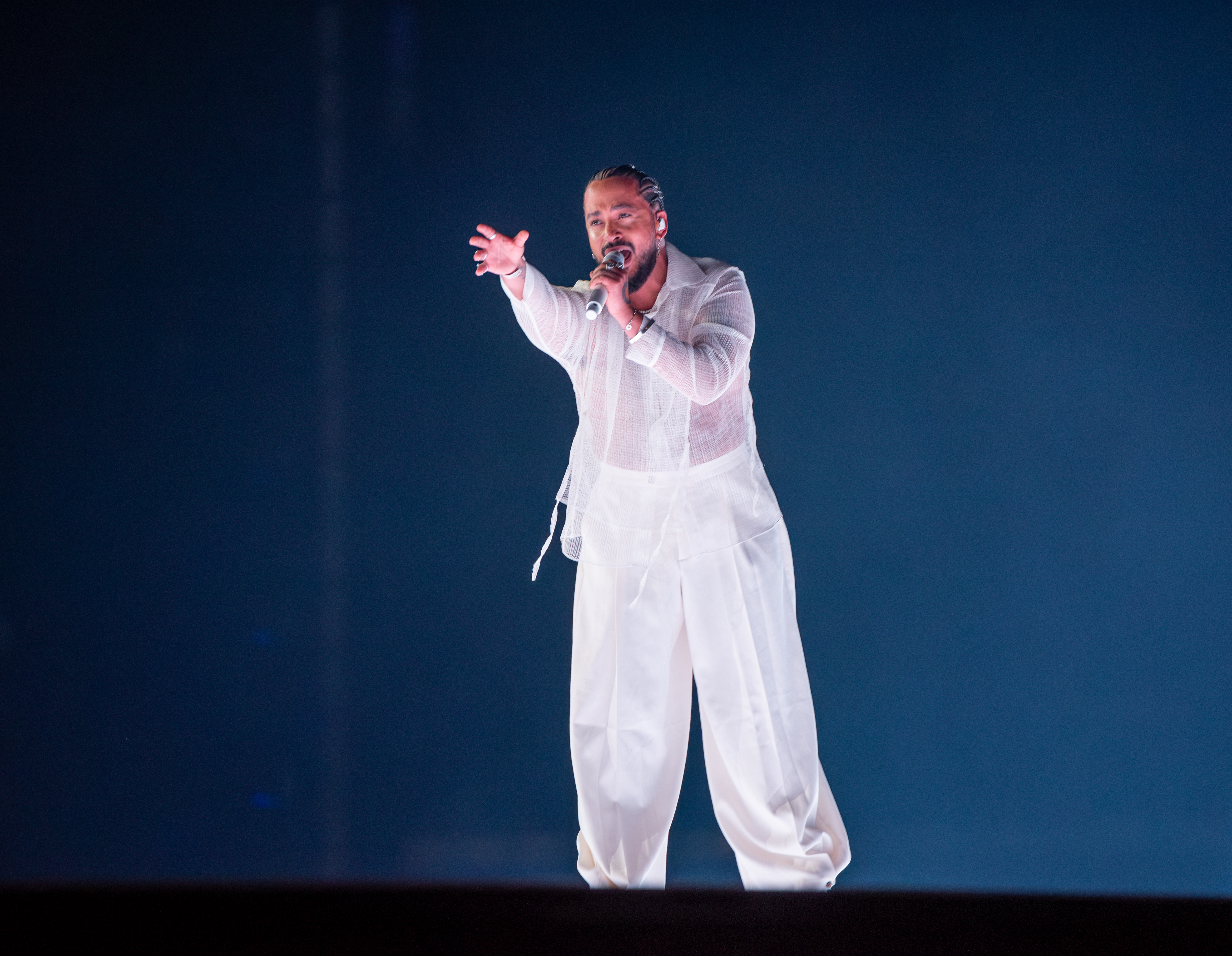
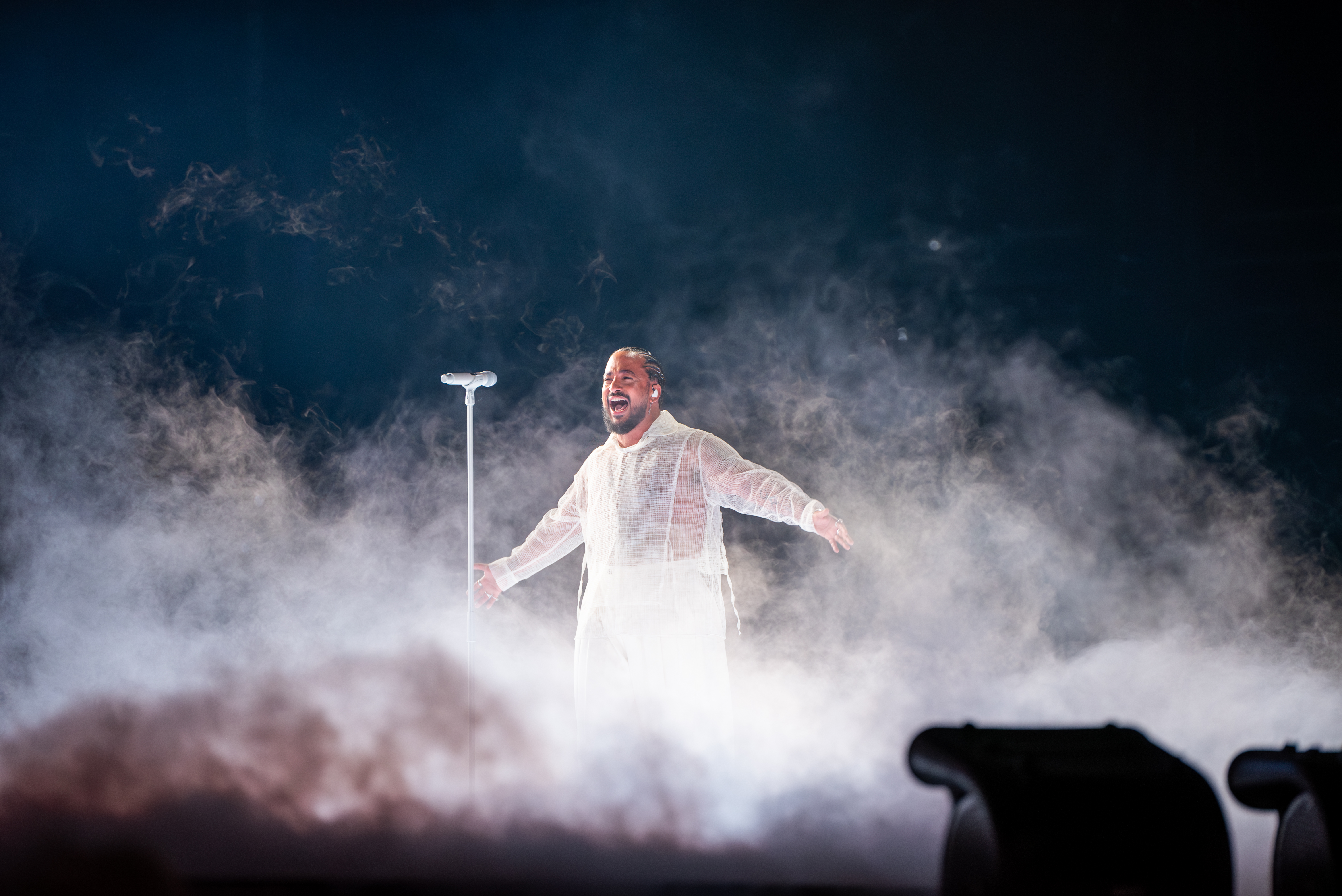

## Чарти

### Щотижневі чарти
| Чарт (2023—2024)               | Найвища позиція |
| ------------------------------ | --------------- |
| Бельгія (Ultratop 50 Wallonia) | 13              |
| Франція (SNEP)                 | 26              |

## Сертифікації
| Регіон (2023—2024) | Сертифікація | Сертифіковані одиниці/продажі |
| ------------------ | ------------ | ----------------------------- |
| Франція (SNEP)     | Золото       | 100000                        |